# 广西关木通
广西关木通（学名：Isotrema kwangsiense）又名大叶马兜铃、大百解薯、圆叶马兜、总管、南蛇藤，是马兜铃科关木通属的植物，为中国的特有植物。分布于中国大陆的福建、四川、贵州、广西、广东、云南、湖南、浙江等地，生长于海拔600米至1,600米的地区，见于山谷林中，目前尚未由人工引种栽培。
叶片卵状心形至圆形，厚纸质或革质；檐部裂片内面粉紫色，密被暗紫色棘突；喉口小，黄色。
种加名 kwangsiense 意为“广西的”。

## 外部連結
- 廣西馬兜鈴, Guangximadouling （页面存档备份，存于） 藥用植物圖像數據庫 (香港浸會大學中醫藥學院) （繁體中文）